# Área metropolitana de Saskatoon

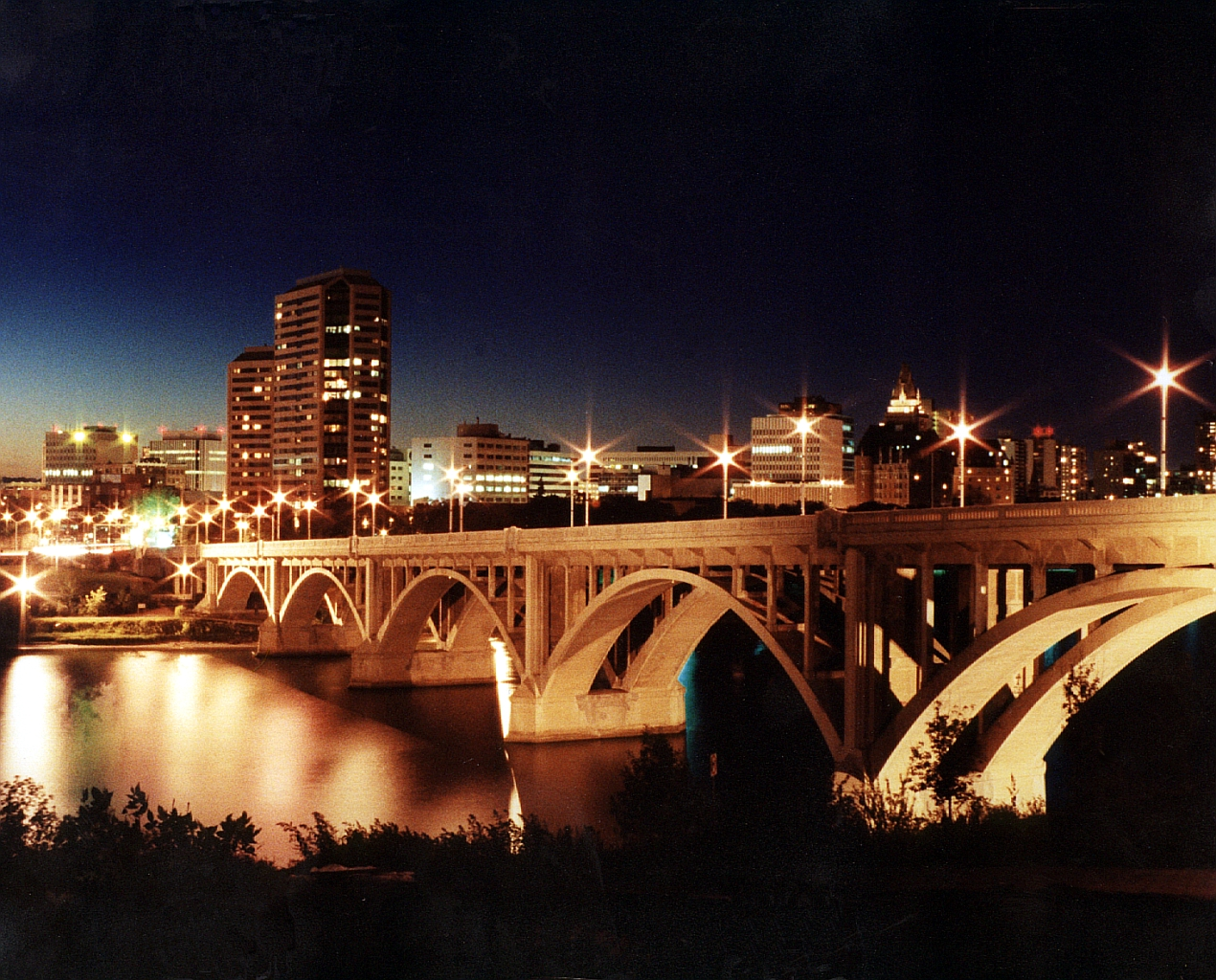
Vista nocturna de Saskatoon

El Área Metropolitana de Saskatoon o Región de Saskatoon es el área metropolitana en torno a Saskatoon, la segunda ciudad en importancia de la provincia de Saskatchewan, Canadá. El área es servida por el aeropuerto internacional John G. Diefenbaker, el 22.° aeropuerto más transitado del país.
A diferencia de muchas de las principales zonas urbanas de América del Norte, pero de manera similar a otros centros de las grandes llanuras en Canadá, Saskatoon desarrollado como una unicidad, ya que ha incorporado la mayor parte de sus suburbios a la ciudad propiamente dicha. En el pasado, cuando la ciudad llegó a los límites de las fronteras de los municipios vecinos, como Sutherland y Nutana, estos fueron anexados simplemente a Saskatoon. 

## Área metropolitana censal de Saskatoon
El Área Metropolitana de Saskatoon coincide con el área metropolitana censal de Saskatoon (CMA), determinada por la agencia estatal de estadística Statistics Canada. Según los resultados del censo 2006, la CMA Saskatoon tiene una población de 233 923 habitantes. También es la CMA más extensa de Saskatchewan con una superficie de 5206,7 km².

## Municipalidades integrantes
El área metropolitana está integrada por las municipalidades de las siguientes ciudades, pueblos, villas y municipalidades rurales:
| Municipalidad           | Población | Año  |
| ----------------------- | --------- | ---- |
| Ciudades                |           |      |
| Martensville            | 4.968     | 2006 |
| Saskatoon               | 202.340   | 2006 |
| Pueblos                 |           |      |
| Allan                   | 631       | 2006 |
| Asquith                 | 576       | 2006 |
| Colonsay                | 425       | 2006 |
| Dalmeny                 | 1.560     | 2006 |
| Delisle                 | 898       | 2006 |
| Dundurn                 | 647       | 2006 |
| Langham                 | 1.120     | 2006 |
| Osler                   | 926       | 2006 |
| Warman                  | 4.764     | 2006 |
| Villas                  |           |      |
| Borden                  | 223       | 2006 |
| Bradwell                | 182       | 2006 |
| Clavet                  | 345       | 2006 |
| Elstow                  | 91        | 2006 |
| Meacham                 | 70        | 2006 |
| Vanscoy                 | 339       | 2006 |
| Villas Vacacionales     |           |      |
| Shields                 | 172       | 2006 |
| Thode                   | 156       | 2006 |
| Municipalidades Rurales |           |      |
| Blucher n.º 343         | 1.593     | 2006 |
| Colonsay n.º 342        | 275       | 2006 |
| Corman Park n.º 344     | 8.349     | 2006 |
| Dundurn n.º 313         | 632       | 2006 |
| Vanscoy n.º 345         | 345       | 2006 |
| Reservas Indias         |           |      |
| Whitecap                | 235       | 2006 |